# M-315
La M-315 es una carretera de la Red Local de la Comunidad de Madrid. Con una longitud de 17 410 km, une Morata de Tajuña con Colmenar de Oreja.

## Trayecto
Esta vía une entre sí los municipios de Morata de Tajuña, Valdelaguna y Colmenar de Oreja. El primer tramo (hasta el kilómetro 10 aproximadamente) se caracteriza por sus numerosas curvas y el ancho reducido de la calzada, además de que la marca longitudinal presente solo indica el eje de la carretera.

## Tráfico
Según las estadísticas de tráfico, en 2023 la intensidad media diaria en el tramo entre Morata de Tajuña y Valdelaguna alcanzaba la cifra de apenas 131 vehículos diarios. El tramo entre Valdelaguna y Colmenar de Oreja registraba una IMD de 2041 vehículos, con casi un 10,3 % de tráfico de camiones.